# Schierke
Schierke è una frazione della città tedesca di Wernigerode, nel Land della Sassonia-Anhalt.

## Geografia
Si trova ai piedi sud-orientali del Brocken, il punto più alto dei monti Harz. Schierke si trova nella valle di Bode, circondata da montagne boscose e confinante con il Parco nazionale dello Harz a nord. L'ex confine tedesco si trovava nelle foreste del pozzo di Wurmberg, a ovest del villaggio.
La stazione ferroviaria di Schierke è collegata alla rete ferroviaria a scartamento ridotto dell'Harz (Harzer Schmalspurbahnen).

## Storia

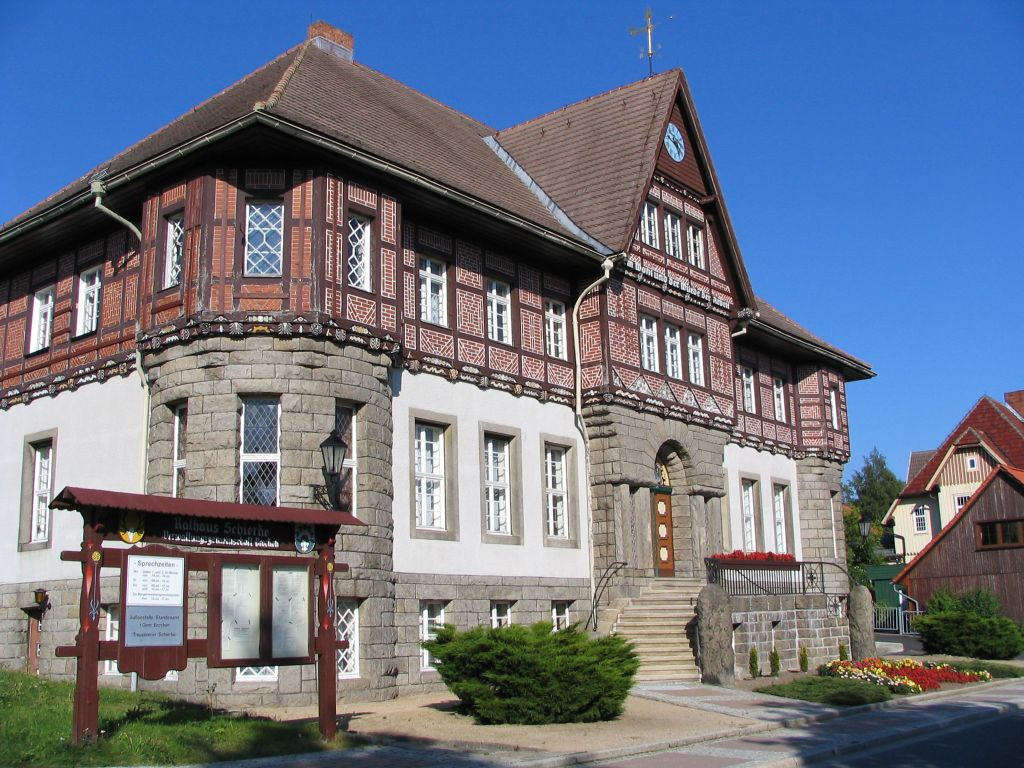
Il municipio di Schierke

Una segheria a Schircke viene menzionata per la prima volta nel 1588/91. La regione montana era di proprietà dei conti di Stolberg-Wernigerode. La prima chiesa protestante fu inaugurata il 21 agosto 1691. Johann Wolfgang von Goethe visitò il luogo nel 1784; una scena della tragedia Faust è ambientata nei "Monti Harz, Schierke ed Elend". L'attuale Berkirche neogotica fu costruita su iniziativa del conte Otto zu Stolberg-Wernigerode tra il 1876 e il 1881.
Con l'arrivo della Brockenbahn nel 1898, iniziò l'era del turismo. Fino alla Seconda Guerra Mondiale, Schierke, la "St. Moritz del Nord", era caratterizzata da numerosi hotel di lusso e splendide ville, frequentate da molti personaggi famosi. Dopo la guerra, la città si trovava nella Germania dell'Est e gli alberghi furono sostituiti da centri di vacanza, gestiti dal sindacato FDGB come "luogo di riposo per i lavoratori". Molti edifici furono abbandonati e caddero in rovina. 
Dopo la riunificazione tedesca, la regione turistica ha visto l'inizio di una rinascita.